# Markus Deibler
Pour les articles homonymes, voir Deibler.
Markus Deibler (né le 28 janvier 1990 à Biberach an der Riß), est un nageur allemand en activité spécialiste des épreuves de quatre nages et de nage libre. Il est le frère cadet de Steffen Deibler, autre nageur de haut niveau.

## Palmarès

### Championnats du monde
- Championnats du monde en petit bassin 2010 à Dubaï (Émirats arabes unis) :
  -  Médaille d'argent du 100 m quatre nages.
- Championnats du monde en petit bassin 2014 à Doha (Qatar) :
  -  Médaille d'or du 100 m quatre nages (nouveau record du monde).

### Championnats d'Europe

#### Grand bassin
- Championnats d'Europe 2012 à Debrecen (Hongrie) :
  -  Médaille d'argent au titre du relais 4 × 100 m quatre nages.

#### Petit bassin
- Championnats d'Europe en petit bassin 2007 à Debrecen (Hongrie) :
  -  Médaille d'or au titre du relais 4 × 50 m quatre nages.

- Championnats d'Europe en petit bassin 2010 à Eindhoven (Pays-Bas) :
  -  Médaille d'or du 100 m quatre nages.
  -  Médaille d'or du 200 m quatre nages.
  -  Médaille d'or au titre du relais 4 × 50 m quatre nages.
  -  Médaille d'argent au titre du relais 4 × 50 m nage libre.